# Chrysopogon castaneus
Chrysopogon castaneus är en tvåvingeart som beskrevs av Clements 1985. Chrysopogon castaneus ingår i släktet Chrysopogon och familjen rovflugor. Inga underarter finns listade i Catalogue of Life.